# کروموزوم پلی‌تن

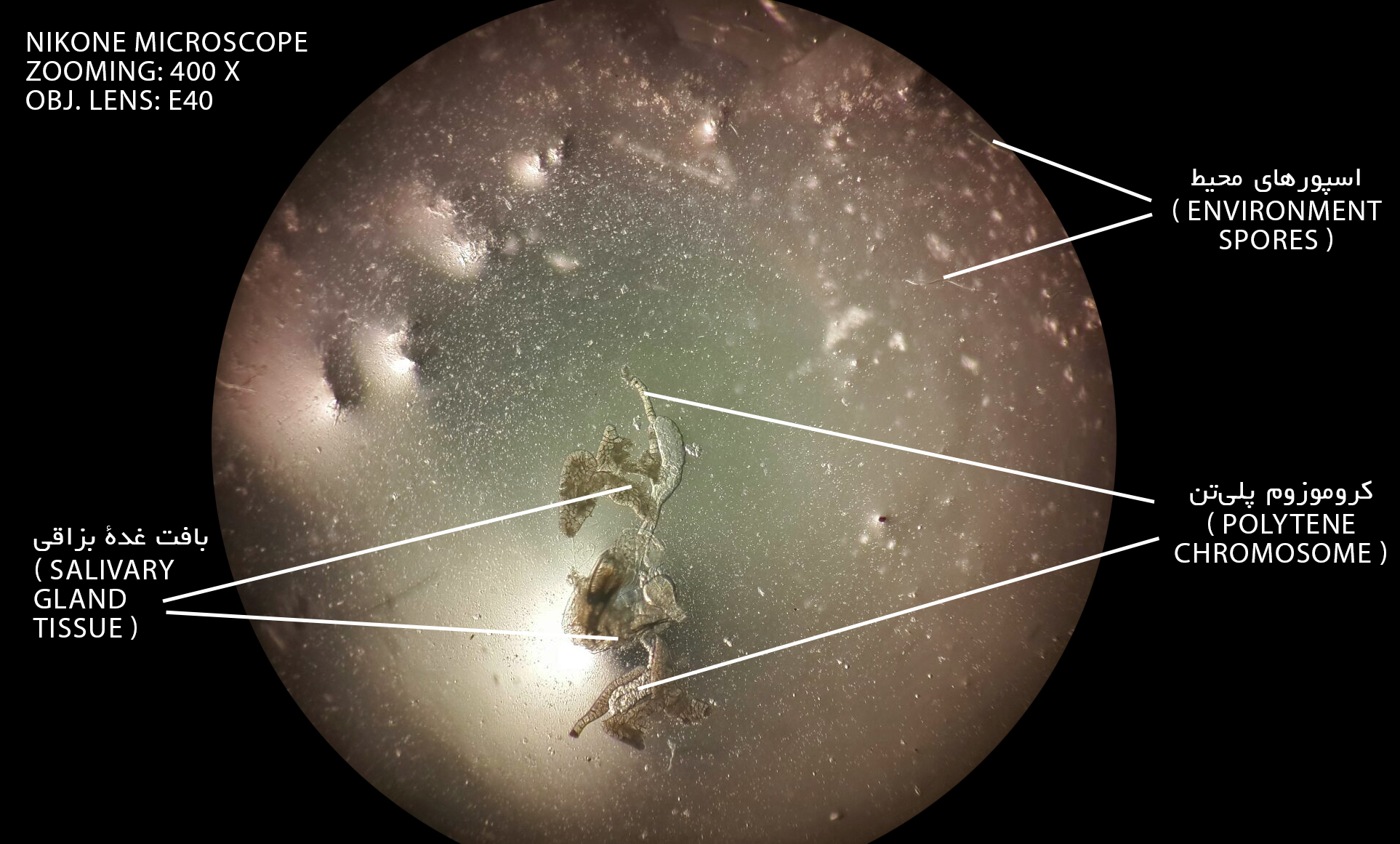
کروموزوم پلی‌تن غدهٔ بزاقی مگس سرکه

کروموزوم‌های پلی‌تن (نام علمی: Polytene chromosomes)، ساختارهای کروموزومی بزرگ‌تر از اندازه‌ای هستند که از کروموزوم‌های استاندارد پرورش می‌یابند و عموماً برای بررسی‌های ژنتیکی، از غدد بزاقی و یا روده لارو مگس سرکه (نام علمی: Drosophila melanogaster) یافت می‌شوند. بیشتر حشرات دارای کروموزوم پلی‌تن هستند.

## شیوهٔ پیدایش
سلول‌های تخصص‌یافته‌ای، تحت تأثیر همانندسازی  (همانندسازی های) پی‌درپی ِDNA (رونویسی رمزهای دنایی) بدون تقسیم یاخته (اندومیتوز)، یک کروموزوم غول‌آسای پلی‌تن را می‌سازند تا حجم یاخته را افزایش دهند. طی تقسیم، DNA همانندسازی می‌کند، ولی تقسیم هسته و سلول صورت نمی‌گیرد. با قرار گرفتن DNAها در کنار هم، اجتماع غول‌پیکری از ۱۰۰۰ مولکول DNA حاصل می‌شود که با میکروسکوپ نوری قابل مشاهده است.

## کارکرد
ساختار کروموزوم‌های پلی‌تن، در هنگام چندین دور رونویسی پی‌درپی ِDNA، کروماتیدهای خواهری زیادی را می‌سازد. سلول‌های حاوی کروموزوم پلی‌تن، مانند سلول‌های دیگر، متابولیسم‌های شیمیایی را انجام می‌دهند. برای سنتز RNA، مولکول‌های DNA موجود در یک قسمت باز می‌شوند که به این نواحی، puff می‌گویند.

## سلول‌های دارای ساختار پلی‌تن
در حالت عادی، کروموزوم‌ها در سلول جدا هستند؛ ولی در سلول‌های دارای پلی‌تن، کروموزوم‌ها از ناحیهٔ سانترومر به هم متصل می‌شوند و یک رشتهٔ بزرگ و ضخیم را تشکیل می‌دهند. به محل اتصال سانترومرها که حجیم شده است، کروموسنتر می‌گویند.

## ساختمان
کروموزوم موجود در غدد بزاقی مگس سرکه، چندین بازو دارد. در هر سلول، به ازای هر کروموزوم، یک کروموزوم همتا (همولوگ) وجود دارد. در ساختار کروموزومی پلی‌تن، کروموزوم‌های همتا از هم جدا نیستند، بلکه این کروموزوم متصل و در جوار کروموزوم اصلی است (کروموزوم‌های همولوگ در کنار هم هستند).

## شیوهٔ بررسی
در رنگ‌آمیزی پلی‌تن، باندهای تیره و روشن دیده می‌شود که هر کدام الگوی خاصی دارند و در مگس‌های مختلف یکسان است (الگوی یکسانی دارند). هر گونه تغییر روی این ژن‌ها، سبب تغییر در ساختار بازوها می‌شود که به خوبی قابل تشخیص است و می‌توان از روی آن، ناهنجاری‌های کروموزومی را تشخیص داد. مگس سرکه در حالت لاروی بررسی می‌شود، چون راحت‌تر است. در مطالعات کلاسیک، از نوع خاصی از مگس سرکه استفاده می‌شود. لارو مگس باید در محیط سرد (حدود ۱۸ درجهٔ سانتیگراد) رشد کند تا جثه‌اش بزرگ‌تر شود.